# HMS Porpoise (N14)
Pour les autres navires du même nom, voir HMS Porpoise.
Le HMS Porpoise (Pennant number : N14) est l’un des six sous-marins mouilleur de mines de la classe Grampus appartenant à la Royal Navy, construit par Vickers-Armstrongs à Barrow-in-Furness et lancé le 30 août 1932. Il a servi pendant la Seconde Guerre mondiale sur la plupart des théâtres d’opérations navales, dans les eaux territoriales, en mer Méditerranée et en Extrême-Orient. Il a été coulé le 19 janvier 1945 par des avions japonais, dernier sous-marin de la Royal Navy perdu à l’ennemi durant la guerre.

## Conception
Le HMS Porpoise, construit en 1932, est considéré comme faisant partie de la classe Grampus. Toutefois, il n’en est pas le navire de tête, mais un prototype unique. Les cinq autres navires, avec une modification de leur conception, ont été lancés entre 1935 et 1938. Ces bâtiments de 82 mètres de long avaient un déplacement de 1 520 tonnes en surface et portaient 50 mines Mk XVI. Les mines étaient stockées dans une galerie spéciale et transportées par un convoyeur intégré dans la coque extérieure, système qui avait été expérimenté avec le HMS M3 de classe M, devenu navire-école. Ces unités possédaient des ballasts qui formaient des excroissances de chaque côté de la coque.
La nécessité d'avoir des sous-marins mouilleurs de mines spécialisés devint moins évidente lorsque la Royal Navy fabriqua une mine pouvant être immergée par les tubes lance-torpilles de 533 mm.

## Engagements
Le HMS Porpoise (en français : marsouin) fut commandé le 11 juin 1931 et construit par Vickers-Armstrongs au chantier naval de Barrow-in-Furness. La pose de sa quille eu lieu le 22 septembre 1931 et il fut lancé le 30 août 1932. Sa commission dans la Royal Navy date du le 11 mars 1933.[réf. souhaitée]
En 1940, il opéra en mer du Nord ou il attaqua sans succès le sous-marin allemand U-3, plus tard il coula le dragueur de mines allemand M 5 quand ce dernier toucha une mine posée par le HMS Porpoise. Il signala avoir tiré sur un sous-marin inconnu, peut-être le U-1 qui disparu vers cette date. Cependant le U-1 pu également toucher une mine posée par le sister-ship du Porpoise, le HMS Narwhal.[réf. souhaitée]
Tout au long de la fin de l’année 1941 et de l’année 1942, le HMS Porpoise opéra en mer Méditerranée. Le 9 décembre, à quelques milles au sud du Péloponnèse, il torpilla et endommagea gravement le navire allemand Sebastiano Veniero, qui transportait environ 2000 prisonniers de guerre britanniques et des Dominions. Au moins 300 prisonniers de guerre furent tués, et les Allemands échouèrent le navire marchand à Methóni, en Grèce, pour éviter son naufrage et la perte d’autres vies. Le HMS Porpoise retourna par la suite poser des mines au large de la Crète.

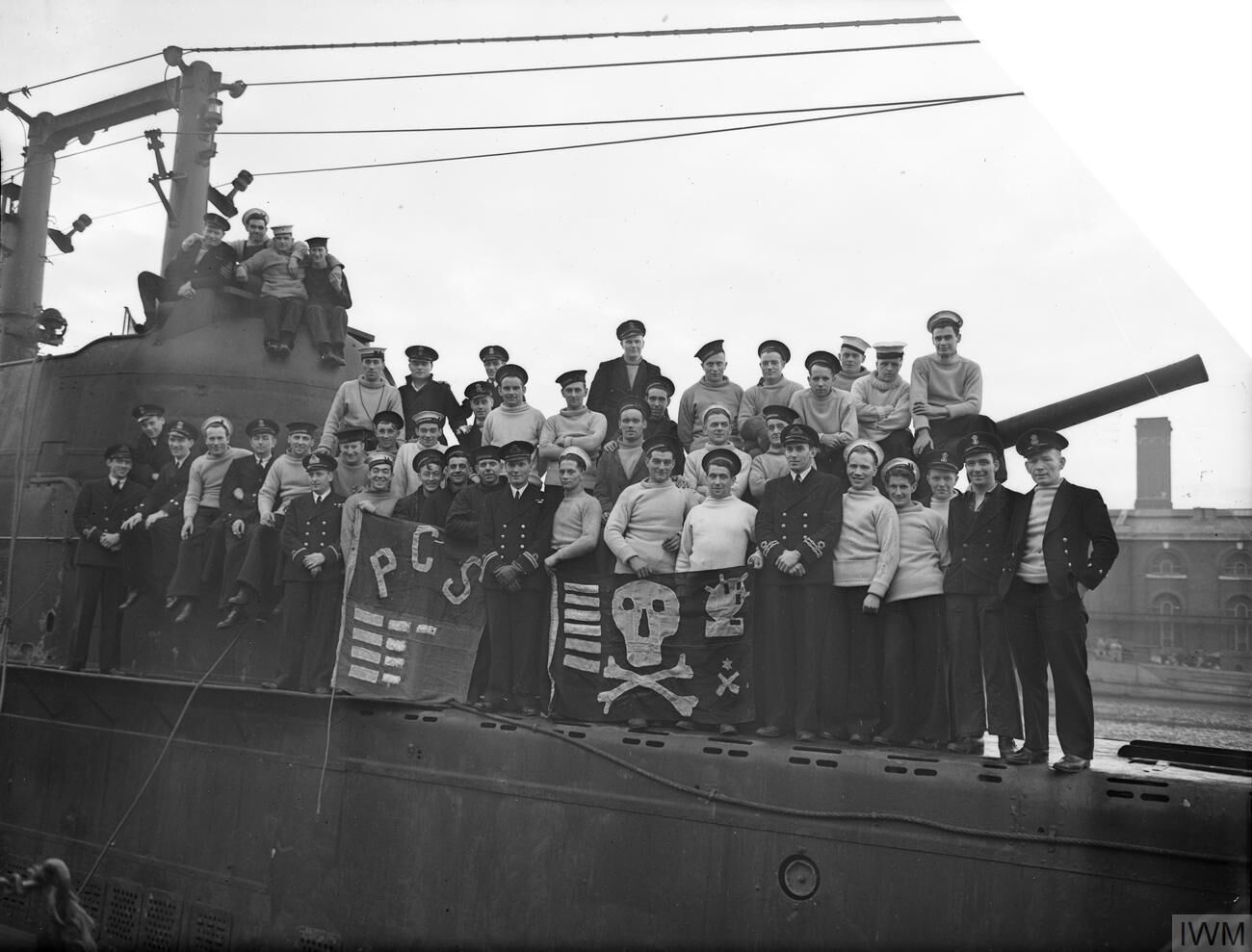
Le HMS Porpoise à Malte le 20 janvier 1943 (IWM A14004)

L’année 1944, le HMS Porpoise opéra dans l’océan Pacifique contre les forces japonaises. Il coula directement plusieurs petits voiliers, tandis que d’autres navires furent coulés après avoir heurté des mines posées par le Porpoise : les chasseurs de sous-marins auxiliaires japonais Cha 8 et Cha 9, le pétrolier militaire Takekun Maru et le mouilleur de mines auxiliaire Ma 1. Le dragueur de mines auxiliaire Kyo Maru no 1 et le chasseur de sous-marins Ch 57 furent également endommagés par des mines, mais ne furent pas coulés .
Le 11 septembre 1944, le HMS Porpoise participa à l’opération Rimau en transportant 24 commandos australiens sur l’île de Merapas, une petite île au large des côtes de Singapour.
Le HMS Porpoise retourna Fremantle, en Australie, le 24 octobre 1944. À son retour de l’opération Rimau, le HMS Porpoise aurait rencontré un petit convoi ennemi, et plus tard un gros pétrolier, mais refusa l’engagement à l’une ou l’autre occasion, de par ses ordres de ne pas dévoiler sa position, à moins qu’une cible importante ne se présente. Le HMS Porpoise aurait subi des dommages inconnus pendant la mission de Rimau, il fut également remarqué qu’il souffrait d’une fuite de carburant. Le retour à Fremantle fut également marqué par le mauvais temps, le voyage du sous-marin se déroula principalement en surface sous de fortes pluies, il du plonger quelque part dans le détroit de Lombok, perdant presque le contrôle, les courants et tourbillons étant particulièrement violent dans ce détroit.
Après des réparations à Fremantle, le HMS Porpoise appareilla pour Ceylan en novembre 1944 et opéra à partir de cette région pour le reste de la guerre.

### Naufrage
En janvier 1945, le HMS Porpoise posa des mines dans le détroit de Malacca, à proximité de Penang. Le 9 janvier, le HMS Porpoise confirma que sa mission avait été exécutée avec succès. Or, aprèce ces informations, on n'entendit plus jamais parler du sous-marin.
Les archives japonaises peuvent permettre de comprendre le naufrage du sous-marin. En effet, les radiogoniomètres de Penang indiquèrent avoir repéré sa position, puis que le chasseur de sous-marins CH-8 fut dépêché dans le secteur afin de mener une attaque sur le HMS Porpoise. Plus tard dans la journée, un sous-marin fut repéré et bombardé par un avion dans les environs de Penang. L’avion aurait bombardé le sous-marin qui fut coulé, laissant échapper une importante nappe de pétrole. Le CH-8 détecta a son tour le sous-marin à l'aide de son sonar, indiquant qu'il avait été coulé ,.